# Richard Boyle (1er comte de Burlington)
Pour les articles homonymes, voir Richard Boyle et Boyle.
Richard Boyle, 1er comte de Burlington, 2e comte de Cork (20 octobre 1612 – 15 janvier 1698) est un noble Anglo-Irlandais qui sert comme Lord grand trésorier d'Irlande et est un Cavalier.

## Éducation
Il est né à Youghal dans le sud-est du Comté de Cork, en Irlande, le sixième enfant et second fils de Richard Boyle (1er comte de Cork) et de sa seconde épouse, Catherine Fenton, fille de Geoffrey Fenton. Son frère est le chimiste Robert Boyle, et sa sœur est Lady Ranelagh. Le 13 août 1624, Richard Boyle, Jr, est fait chevalier à la maison de son père à Youghal par Lord Falkland, le Lord lieutenant d'Irlande.

## La Guerre Civile
En 1639, le jeune Richard fournit 100 hommes à cheval pour assister le roi Charles Ier d'Angleterre dans son expédition dans le Nord de l'Angleterre contre les Écossais. Pour cela et à d'autres occasions, son père lui fournit 5553 livres sterling. Sir Richard Boyle esté élu député pour Appleby dans le Long Parlement de 1640, et nommé membre du Conseil Privé d'Angleterre, mais en est ensuite exclu pour ses sympathies royalistes après le déclenchement de la Première révolution anglaise.
Avec Lord Inchiquin il commande les forces qui battent les Irlandais irréguliers à la bataille de Liscarroll le 3 septembre 1642, préservant ainsi les intérêts Protestants dans le sud de l'Irlande pour le reste de la décennie. Une cessation des hostilités est conclue avec les Irlandais, un an plus tard (le 15 septembre 1643). Il amène ensuite ses hommes près de Chester au mois de février suivant. Il aide le roi dans le comté de Dorset, lui fournissant d'importantes sommes.
Il combat pendant la Guerre Civile jusqu'à la défaite finale des forces royalistes. Le Commonwealth le condamne à une amende de 1631 livres sterling. Il part à l'étranger, puis revient en Irlande, à la demande du gouvernement, le 2 janvier 1651.

## Anoblissement
À la mort de son frère, Lord Boyle de Kinalmeaky, le 2 septembre 1642, Richard Boyle devient le 2e vicomte Boyle de Kinalmeaky. En outre, le roi Charles Ier le crée baron Clifford de Lanesborough dans le comté de York, le 4 novembre 1644. Plus tard, il devient le 2e comte de Cork à la mort de son père, le 15 septembre 1643.
À la suite de la Restauration, Richard est nommé conseiller privé et Lord Trésorier d'Irlande le 16 novembre 1660. Le 22 février 1660, il est fait Custos Rotulorum du comté de Cork et Waterford, et le 19 mars 1660, il est nommé commissaire pour le règlement de l'Irlande. Le 25 juin 1661, il prend son siège comme Lord Trésorier à la Chambre des lords irlandaise au sein du Parlement d'Irlande.
Le roi Charles II d'Angleterre le crée comte de Burlington le 20 mars 1664, et, le 13 mars 1666, Richard est nommé Lord Lieutenant de Yorkshire.
En 1667, Richard achète Burlington House et achève sa construction.
Lord Burlington ainsi que plusieurs autres nobles et les Évêques de l'Église d'Irlande, sont opposés à la tentative du roi Jacques II d'Angleterre de restaurer le catholicisme romain et demande au roi, le 17 novembre 1688 l'appel d'un parlement "régulier et libre dans toutes les circonstances". Cette pétition reçoit un accueil hostile de la part du roi. À la suite de l'arrivée de Guillaume III d'Orange-Nassau en Angleterre, le roi se retire en Irlande, où il appelle le parlement en 1689, qui passe une loi de déchéance des droits à l'encontre de certains Protestants jugés déloyaux envers le roi, et la confiscation de leurs biens, parmi lesquels se trouve le comte de Burlington (qui est aussi comte de Cork). Cette décision est annulée l'année suivante, par Guillaume d'Orange lorsqu'il monte sur le trône.

## Famille
À l'âge de 22 ans, Richard Boyle se marie avec Lady Elizabeth Clifford, fille de Henry Clifford (5e comte de Cumberland) et de Lady Frances Cecil, le 5 juillet 1635 à Skipton Castle. Ils ont six enfants:
- Charles Boyle (3e vicomte Dungarvan) (1639-1694).
- Richard Boyle, qui est décédé le 3 juin 1665 à la Bataille de Lowestoft.
- Frances Boyle, qui épouse d'abord, le colonel François de Courtenay puis Wentworth Dillon.
- Elizabeth Boyle, qui épouse Nicholas Tufton (3e comte de Thanet).
- Marie Anne Boyle, qui épouse Edward Montagu (2e comte de Sandwich).
- Henrietta Boyle, qui épouse Laurence Hyde (1er comte de Rochester).

Lord Burlington est décédé le 6 janvier 1698, et est enterré le 3 février 1698 à Londesborough dans le Yorkshire. Il est remplacé par son petit-fils, Charles Boyle (2e comte de Burlington).